# ルイ＝ルネ・デ・フォレ
ルイ＝ルネ・デ・フォレ（Louis-René des Forêts、1916年1月28日 - 2000年12月31日）は、フランスの小説家。
30年代半ば頃から小説を書き始める。自己の存在証明は「沈黙」により可能か、「おしゃべり」により可能かという問題を根本的な命題ととらえ、処女作「物乞いたち」（1943年）以来、人間の存在の深部に問いかけることを創作活動の中心とした。作品の数は極めて少ないが、洗練された明晰な文体で書かれたその内容は、現代文学それ自身を問題視したものと高い評価を得ている。他の著書に『おしゃべり』（1946年）、短編集『子供部屋』（1960年） 。

## 著書
- Les Mendiants, roman, Gallimard, 1943 ; édition définitive, 1986.
- Le Bavard, récit, Gallimard, 1946.
- La Chambre des enfants, récits, Gallimard, 1960.

### 日本語訳された著書
- おしゃべり／子供部屋 （清水徹訳、水声社、2009年）

## 研究書
- ルイ＝ルネ・デフォレ——「読むこと」という虚焦点 （佐藤典子著、水声社、2010年）[2]
- 他処からやって来た声: デ・フォレ、シャール、ツェラン、フーコー（モーリス・ブランショ著、守中高明訳、以文社、2013年）